# Kim Tu-bong

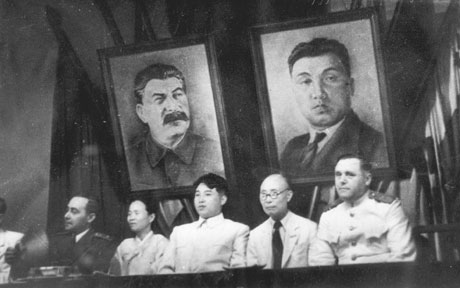
Kim Tu-bong (andre från höger) tillsammans med Kim Il-sung (mitten) vid grundandet av Nordkoreas arbetarparti, 1946.

Kim Tu-bong (även Kim Tubong, Kim Du Bong och dylika), född 16 mars 1886, död cirka 1957 (?), var en nordkoreansk politiker och landets president från dess bildande 1948 till 1957. 
Kim var en framstående lingvist som publicerade en koreansk grammatik 1916 och arbetade med att reformera hangul-skriften. Efter det att de koloniala japanska myndigheterna slog ned första marsrörelsen 1919 flydde han till Kina, där han fortsatte sitt lingvistiska arbete.
Han anslöt sig sedan till de kinesiska kommunisternas basområde i Yan'an, där han var aktiv i det Koreanska revolutionära förbundet som slogs tillsammans med Röda armén fram till 1945. Efter Koreas befrielse ombildades förbundet till Det nya demokratiska partiet som slogs samman med Koreas kommunistiska parti för att bilda Nordkoreas arbetarparti i den sovjetiska zonen 1946. Han blev ordförande i det nya partiet, men när detta gick upp i Koreas arbetarparti avstod han ordförandeposten till Kim Il-sung. I partiet räknades Kim Tu-bong till den Kina-vänliga "Yan'an-fraktionen". När Demokratiska folkrepubliken Korea bildades 1948 blev Kim förste ordförande i Högsta folkförsamlingen, vilket i praktiken innebar att han blev republikens president.
I februari 1956 höll Sovjetunionens ledare Nikita Chrusjtjov ett hemligt tal på SUKP:s tjugonde partikongress, där han kritiserade Stalins personkult. Detta inspirerade Yan'an-fraktionen kring Kim Tu-bong och den prosovjetiska fraktionen att kritisera Kim Il-sung för att ägna sig åt personkult medan denne var på besök i Moskva sommaren. Vid hemkomsten genomdrev Kim Il-sung en utrensning mot de båda fraktionerna och Kim anklagades för att vara amerikansk spion. Han avsattes från sina poster och antas ha avrättats kring 1957.